# Чачански сир
Чачански сир је сир који се производи у Чачку. Прави се од крављег млека, као и од мешаног млека. Спада у меке сиреве.
Од јесени 2022. године одржава се фестивал „Млечни пут” у Горњој Горевници.